# Hans Jagenow
Hans Jagenow (* 17. Juni 1938 in Bublitz, Landkreis Köslin, Pommern) ist ein ehemaliger Jugendfunktionär und Diplomat der DDR, der unter anderem zwischen 1975 und 1981 Leiter des Amtes für Jugendfragen beim Ministerrat sowie von 1983 bis 1987 Botschafter in Äthiopien war.

## Leben
Hans Jagenow, Sohn eines Rohrschlossers, besuchte die Grundschule und trat 1952 der Freien Deutschen Jugend (FDJ) als Mitglied bei. Er absolvierte zwischen 1952 und 1955 wie sein Vater eine Berufsausbildung zum Rohrschlossers und schloss diese als Facharbeiter ab. Danach besuchte er von 1955 bis 1958 die Arbeiter-und-Bauern-Fakultät (ABF) Greifswald und erwarb dort das Abitur. Im Anschluss begann er 1958 ein Studium an der Hochschule für Ökonomie (HfÖ) in Berlin-Karlshorst, das er 1962 als Diplom-Wirtschaftswissenschaftler abschloss. Daneben war er zwischen 1959 und 1961 1. Sekretär der FDJ-Grundorganisation (FDJ-GO) an der HfÖ Berlin-Karlshorst und wurde 1960 Mitglied der Sozialistischen Einheitspartei Deutschlands (SED). Nachdem er zwischen 1961 und 1962 ein Praktikum beim Rat des Bezirkes Dresden absolviert hatte, war er von 1963 bis 1964 1. Sekretär der FDJ-Grundorganisation im VEB Werkzeugmaschinenfabrik Berlin-Marzahn.
1964 wechselte Jagenow in die FDJ-Bezirksleitung Berlin und war dort zunächst zwischen 1964 und 1965 Abteilungsleiter sowie 1965 Sekretär, ehe er von 1966 bis 1969 2. Sekretär der FDJ-Bezirksleitung Berlin fungierte. Danach wechselte er zum Zentralrat der FDJ und war anfangs zwischen 1969 und 1972 Leiter der Zentralen Arbeitsgruppe im Zentralrat der FDJ sowie von 1972 bis 1975 Sekretär des Zentralrates der FDJ. Er blieb im Anschluss zwischen 1975 und 1981 Mitglied des Zentralrates sowie Mitglied des Büros des Zentralrates der FDJ. 1975 übernahm er von Helmut Oppermann den Posten als Leiter des Amtes für Jugendfragen beim Ministerrat und hatte diesen ebenfalls bis 1981 inne. Nachdem er zwischen 1982 und 1983 einen Lehrgang an der SED-Parteihochschule „Karl Marx“ absolviert hatte, löste er 1983 Günter Mauersberger als Botschafter in Äthiopien ab und verblieb auf diesem Posten bis 1987, woraufhin Wolfgang Bayerlacher seine dortige Nachfolge antrat. Er selbst war daraufhin noch von 1987 bis 1990 Politischer Mitarbeiter im Ministerium für Auswärtige Angelegenheiten sowie 1990 kurzzeitig Beschäftigter im Diplomatenclub Zeuthen. Nach der Wende und friedlichen Revolution in der DDR 1990 war er zeitweilig Mitarbeiter in einem Immobilienunternehmen des aus Palästina stammenden Geschäftsmanns Abdul Majid Younes.